# Colossendeis scotti
Colossendeis scotti is een zeespin uit de familie Colossendeidae. De soort behoort tot het geslacht Colossendeis. Colossendeis scotti werd in 1915 voor het eerst wetenschappelijk beschreven door Calman. 